# Jump In!
Jump In! (literalment en català "Salta!") és una pel·lícula original de Disney Channel de 2007, dirigida per Paul Hoen que es va estrenar el 12 de gener de 2007. Es va estrenar a Disney Channel Regne Unit el 27 d'abril de 2007. La pel·lícula, protagonitzada per Corbin Bleu i Keke Palmer, gira al voltant d'un jove boxejador, Izzy Daniels (Bleu), que s'entrena per seguir els passos del seu pare guanyant els Guants d'Or. Quan la seva amiga, Mary (Palmer), li demana que substitueixi un membre de l'equip en un torneig de Double Dutch, Izzy descobreix el seu nou amor per l'esport. Al mateix temps, descobreix el veritable amor en Mary i tracta el conflicte entre ell i el seu pare sobre la boxa. Rodatge va tenir lloc de juny a juliol de 2006 a Toronto, Ontario, Canadà.

## Argument
Izzy Daniels (Corbin Bleu) és un jove boxador que s'entrena per a seguir les passes del seu pare (David Reivers) i guanyar el guant d'or. Quan la seva amiga Mary (Keke Palmer) li demana que substitueixi un membre de l'equip en un torneig Double Dutch, Izzy descobreix la seva afició pel salt.

## Repartiment
- Corbin Bleu: Isadore "Izzy" Daniels
- Keke Palmer: Mary Thomas
- David Reivers: Kenneth Daniels
- Shanica Knowles: Shauna Lewis
- Patrick Johnson, Jr.: Rodney Tyler
- Laivan Greene: Keisha Ray
- Kylee Russell: Karin Daniels
- Rebecca Williams: Tammy Lewis
- Jajube Mandiela: Yolanda Brooks
- Micah Stephen Williams: L'il Earl Jackson
- Harrison Hapin: Jump Rope #2
- Mazon Elsadig: Chuck Coley
- Paula Brancati: Gina